# Peter Ustinov/Werkverzeichnis

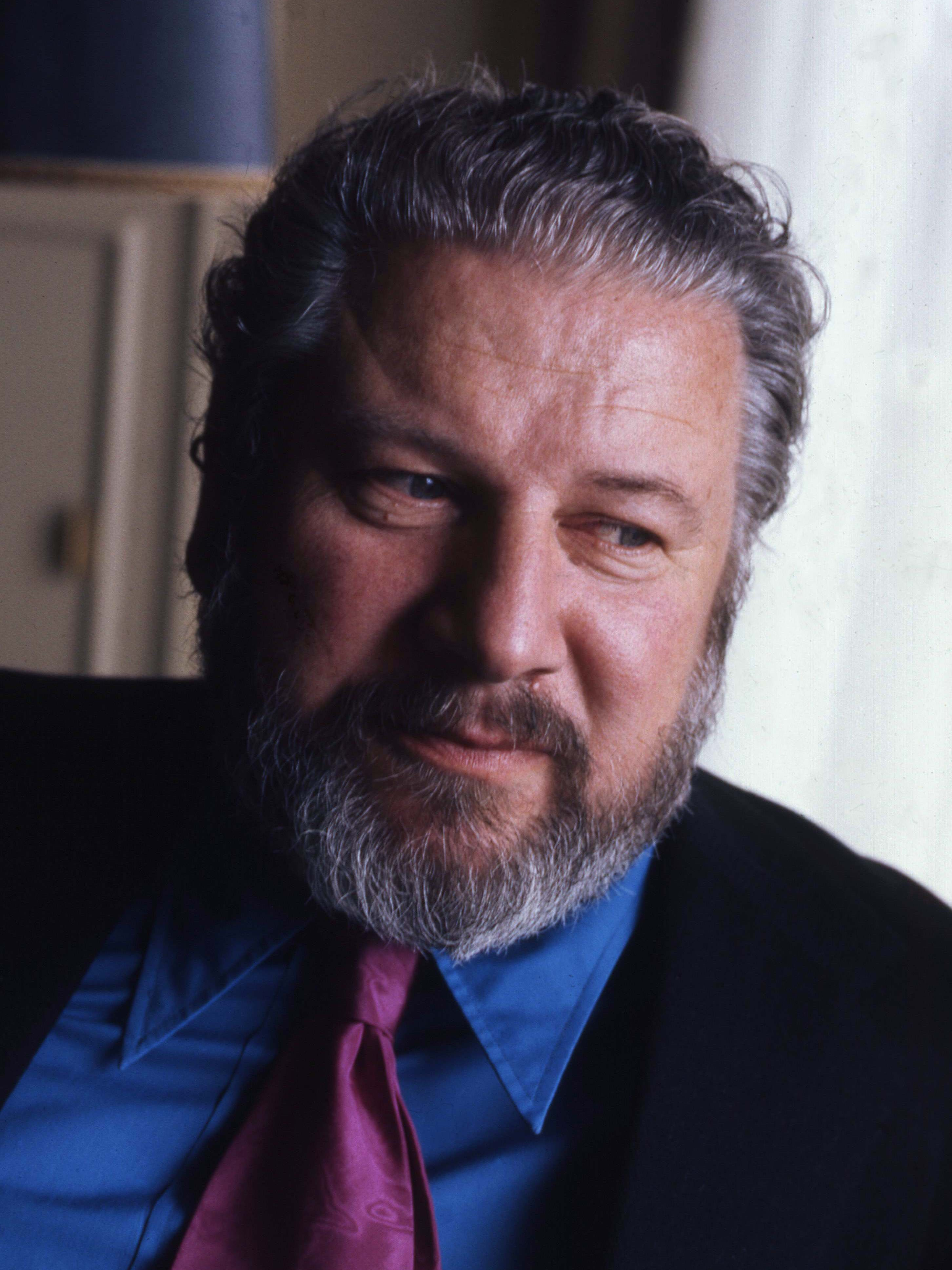
Peter Ustinov 1973

Diese Seite behandelt das Gesamtwerk des Schauspielers, Schriftstellers und Regisseurs Peter Ustinov (1921–2004). Sie umfasst Listen zu seinen Arbeiten in Film, Fernsehen, Theater, Literatur und Musik.

## Filmografie

### Kino
als Darsteller, oder angegeben
- 1940: Hullo, Fame!
- 1940: Mein Kampf (My Crimes)
- 1941: One of Our Aircraft Is Missing
- 1942: Let the People Sing (ungenannt)
- 1942: The Goose Steps Out
- 1943: The New Lot (ungenannt)
- 1944: Der Weg nach oben (The Way Ahead)
- 1945: The True Glory
- 1946: School for Secrets (Regie, Produktion)
- 1948: Vice Versa (Regie, Produktion)
- 1949: Private Angelo (Regie, Produktion)
- 1950: Odette
- 1951: Hotel Sahara
- 1951: Der wunderbare Flimmerkasten (The Magic Box)
- 1951: Quo vadis?
- 1954: Sinuhe der Ägypter (The Egyptian)
- 1955: Lola Montez
- 1955: Wir sind keine Engel (We’re No Angels)
- 1955: Beau Brummel – Rebell und Verführer (Beau Brummel)
- 1956: Der Narr und die Tänzerin (I Girovaghi)
- 1956: Spione am Werk (Les Espions)
- 1957: Der Hund, der „Herr Bozzi“ hieß (Un angelo è sceso a Brooklyn)
- 1960: Spartacus
- 1960: Der endlose Horizont (The Sundowners)
- 1961: Romanoff und Julia (Romanoff and Juliet) (auch Regie & Produktion)
- 1961: Die Verdammten der Meere (Billy Budd) (auch Regie & Produktion)
- 1964: Topkapi
- 1965: Eine zu viel im Harem (John Goldfarb, Please Come Home)
- 1965: Lady L (auch Regie)
- 1967: Käpt’n Blackbeards Spuk-Kaschemme (Blackbeard’s Ghost)
- 1967: Die Stunde der Komödianten (The Comedians)
- 1968: Das Millionending (Hot Millions) (& Drehbuch)
- 1969: Viva Max!
- 1972: Hammersmith ist raus (Hammersmith is Out) (auch Regie)
- 1975: Wer hat unseren Dinosaurier geklaut? (One of Our Dinosaurs Is Missing)
- 1976: Flucht ins 23. Jahrhundert (Logan’s Run)
- 1976: Der Goldschatz von Matecumbe (Treasure of Matecumbe)
- 1977: Drei Fremdenlegionäre (The Last Remake of Beau Geste)
- 1977: Vom Blitz getroffen (Doppio delitto)
- 1977: Das malvenfarbene Taxi (Un taxi mauve)
- 1978: Der Dieb von Bagdad (The Thief of Baghdad)
- 1978: Tod auf dem Nil (Death on the Nile)
- 1979: Ashanti
- 1979: Nous maigrirons ensemble
- 1981: The Search for Santa Claus
- 1981: Charlie Chan und der Fluch der Drachenkönigin (Charlie Chan and the Curse of the Dragon Queen)
- 1981: Die große Muppet-Sause (The Great Muppet Caper)
- 1982: Das Böse unter der Sonne (Evil Under the Sun)
- 1984: Memed, mein Falke (Memed My Hawk) (auch Regie)
- 1988: Rendezvous mit einer Leiche (Appointment with Death)
- 1990: Spatzi, Fratzi & Co. (C’era un castello con 40 cani)
- 1992: Lorenzos Öl (Lorenzo’s Oil)
- 1994: Abenteuer mit dem Zauberteppich (The Phoenix and the Magic Carpet)
- 1995: Paths of the Gods (Präsentator)
- 1998: Stiff Upper Lips
- 1988: Beethovens Zehnte
- 1999: Alice im Wunderland (Alice in Wonderland)
- 1999: Der Junggeselle (The Bachelor)
- 2002: The Will to Resist
- 2003: Luther

### Sprecher
- 1952: Pläsier (Le Plaisier, Erzähler)
- 1952: La Bergère et le Ramoneur
- 1964: The Peaches
- 1973: Robin Hood (Prinz John, sowohl englische Originalversion als auch deutsche Synchronstimme; König Richard, nur englische Originalversion)
- 1977: The Mouse and His Child
- 1978: Winds of Change (Erzähler)
- 1979: Tarka, der Otter (Tarka the Otter, Erzähler)
- 1981: Grendel Grendel Grendel
- 1988: Peep and the Big Wide World (Erzähler)

### Fernsehsendungen
- 1955: BBC Sunday Night Theatre: The Moment of Truth
- 1957: BBC Sunday Night Theatre: The Indifferent Shepherd
- 1957: The DuPont Show of the Month: Crescendo
- 1957: Omnibus: The Life of Samuel Johnson
- 1958: Omnibus: Moment of Truth
- 1958: The Steve Allen Show
- 1966: Das Leben in meiner Hand
- 1966: The Wednesday Play: Photo Finish
- 1966: Barefoot in Athens
- 1968: The Story of Babar the Little Elephant
- 1969: Au théatre çe soir: L’Amour des 4 colonels
- 1970: Endspurt
- 1970: A Storm in Summer
- 1971: Gideon
- 1971: Die Zauberflöte[Anm. 1]
- 1972: Clochemerle
- 1973: Burt Bacharach: Opus No. 3
- 1976: Kein Abend wie jeder andere
- 1976: Die Muppet Show (Episode 1.24)
- 1977: Jesus von Nazareth (Jesus of Nazareth)
- 1978: Der Dieb von Bagdad (The Thief of Bagdad)
- 1979: Doctor Snuggles (Dr. Snuggles, Erzähler)
- 1979: Die Eremitage
- 1979: Einstein’s Universe
- 1979: Nuclear Nightmares
- 1980: Strumpet City
- 1981: Omni: The New Frontier
- 1982: Wortwechsel
- 1982: Unglaubliche Freunde (mit Lilli Palmer)
- 1982: Unglaubliche Freunde (Imaginary Friends)
- 1984: Abgehört
- 1984: Der wohltemperierte Bach
- 1984: Ustinov’s People
- 1985: Mord à la Carte (Agatha Christie’s Thirteen at dinner)
- 1986: Mord mit verteilten Rollen (Dead Man’s Folly)
- 1986: Tödliche Parties (Murder in Three Acts)
- 1986: Ustinovs Russland
- 1986: Ustinov in China
- 1989: In 80 Tagen um die Welt (Around the World in Eighty Days)
- 1989: Granpa
- 1989: Die Französische Revolution (La révolution française)
- 1989: Der fließende Fels
- 1990: The Mozart Mystique
- 1990: The Orchestra
- 1991: Ustinov on the Orient Express
- 1993: Ustinov im Gespräch mit Pavarotti
- 1993: Wings of the Red Star MIG Force
- 1993: Weltmacht Vatikan
- 1994: The Old Curiosity Shop
- 1994: Haydn Gala
- 1995: Ustinov in Thailand
- 1995: Ustinov in Hongkong
- 1995: An Evening with Sir Peter Ustinov
- 1997: Peter Ustinov’s Mendelssohn
- 1998: Planet Ustinov
- 1999: Alice im Wunderland (Alice in Wonderland)
- 1999: Animal Farm
- 2000: Deutschlandspiel
- 2001: Victoria & Albert
- 2002: The Salem Witch Trials
- 2003: Schleswig-Holstein-Musikfestival
- 2003: Rosamunde Pilcher: Wintersonne (Winter Solstice)

### Dokumentationen über Peter Ustinov
- Legenden (3): Peter Ustinov. Dokumentation, Deutschland, 2009, 45 Min., Buch und Regie: Natascha Geier, Produktion: NDR, Erstausstrahlung: 22. Juni 2009, Inhaltsangabe des NDR
- Das Geheimnis der Ustinovs. Dokumentation, Deutschland, 2005, 45 Min., Buch und Regie: Jenny und Bernd Schütze, Produktion: WDR, Erstausstrahlung: 6. Juli 2005, Inhaltsangabe von 3sat
- Peter Ustinov ist tot. Nachruf, Deutschland, 2004, 1:47 Min., Regie: Sandra Ratzow, Produktion: NDR Hamburg, tagesthemen, Erstsendung: 29. März 2004, Online (Memento vom 12. Februar 2013 im Webarchiv archive.today) (Video nicht mehr verfügbar)
- „Wer nicht zweifelt, muß verrückt sein.“ Die Welt des Sir Peter Ustinov – Sir Peter Ustinov zum 80. Geburtstag. Dokumentation, Deutschland, 2001, 58 Min., Buch und Regie: Johanna Schenkel und Werner Biermann, Produktion: Tag/Traum Filmproduktion Köln, Erstausstrahlung: 8. April 2001, Inhaltsangabe von Tag/Traum
- Sir Peter Ustinov – Der Wahlschweizer, Dokumentation u. a. mit Interview, Schweiz, 2021, 25 Min., Buch und Regie: Felice Zenoni, Produktion: Mesch & Ugge, mit verschollenen Interview von Philipp Fluri aus dem Jahre 1984, zum 100. Geburtstag von Sir Peter Ustinov

## Bühne

### Darsteller
| - 1938: Der Waldschrat (The Wood Demon, Barn, Shere) - 1938: Mariana Pineda (Barn, Shere) - 1939: Bischof von Limpopoland und Madame Liselotte Beethooven-Fink (Bishop of Limpopoland and Madame Liselotte Beethooven-Fink, Player’s) - 1939: White Cargo (Aylesbury) - 1939: Rookery Nook (Aylesbury) - 1939: Französisch ohne Tränen (French Without Tears, Aylesbury) - 1939: Goodness How Sad (Aylesbury) - 1939: Pygmalion (Aylesbury) - 1940: First Night (Richmond) - 1940: Swinging the Gate (Kabarett, Ambassador’s) - 1940: Fishing for Shadows (Threshold) - 1940: Diversion (Kabarett, Wyndham’s) - 1941: Diversion No. 2 (Kabarett, Wyndham’s) - 1944: Die Nebenbuhler (The Rivals, Truppenbetreuung) | - 1946: Schuld und Sühne (Crime and Punishment, New Theatre) - 1948: Frenzy (St. Martin’s) - 1949: Love in Albania (Lyric / Hammersmith / St. James’s) - 1951–1952: Die Liebe der vier Obersten (The Love of The Four Colonels, Wyndham’s) - 1956–1958: Romanoff und Julia (Romanoff and Juliet, Piccadilly / Plymouth, New York / US-Tournee) - 1962–1963: Endspurt (Photo Finish, Brooks, New York) - 1968: Der unbekannte Soldat und seine Frau (The Unknown Soldier and His Wife, New London) - 1974: Who’s who in Hell (Lunt-Fontanne, New York) - 1979–1980: König Lear (King Lear, Stratford) - 1983–1984/1987–1988/1995: Beethovens Zehnte (Beethoven’s Tenth, Vaudeville / Nederlander, New York / US-Tournee / Schillertheater) - 1990–1995: Ein Abend mit Peter Ustinov (An Evening with Sir Peter Ustinov, One Man Show, Tournee) |

### Regie
- 1941: Squaring the Circle
- 1949: Love in Albania
- 1949: The Man in the Raincoat
- 1952: A Fiddler at the Wedding
- 1953: No Sign of the Dove
- 1962: Endspurt (Photo Finish, gemeinsam mit Nicholas Garland)
- 1967: Halb auf dem Baum (Halfway Up the Tree)

### Operninszenierungen
- 1962: Die Spanische Stunde (Royal Opera House, Covent Garden)
- 1962: Gianni Schicchi (Royal Opera House, Covent Garden)
- 1962: Erwartung (Royal Opera House, Covent Garden)
- 1968: Die Zauberflöte (Oper Hamburg)
- 1973: Don Giovanni (Edinburgh Festival)
- 1973: Don Quixote (Oper Paris)
- 1978: Die Banditen (Oper Berlin)
- 1981: Die Heirat (Piccola Scala, Mailand / Edinburgh)
- 1982: Mavra (Piccola Scala, Mailand)
- 1982: Die Flut (Piccola Scala, Mailand)
- 1985: Katja Kabanova (Oper Hamburg)
- 1987: Die Hochzeit des Figaro (Mozarteum, Salzburg / Oper Hamburg)
- 1993: Jolanthe (Oper Chemnitz)
- 1993: Francesca da Rimini (Oper Chemnitz)
- 1997: Die Liebe zu den Drei Orangen (Bolschoi-Theater, Moskau)

## Schriften

### Theaterstücke
- 1942: House of Regrets
- 1943: Hafen der Illusion (Blow Your Own Trumpet)
- 1944: Die Banbury Nase (The Banbury Nose)
- 1945: The Tragedy of Good Intentions
- 1948: The Indifferent Shepherd
- 1948: Frenzy
- 1949: The Man in the Raincoat
- 1951: Die Liebe der vier Obersten (The Love of The Four Colonels)
  - Zwei deutsche Hörspielbearbeitungen: 1952 vom NWDR – Regie: Rolf von Goth und 1952 (Theatermitschnitt): vom RIAS Berlin – Regie: Helmut Käutner
- 1951: Ein Augenblick der Wahrheit (The Moment of Truth)
- 1952: High Balcony
- 1953: No Sign of the Dove
- 1956: Romanoff und Julia (Romanoff and Juliet)
- 1956: Der leere Stuhl (The Empty Chair)
- 1958: Paris not so Gay
- 1962: Endspurt (Photo Finish)
- 1964: Das Leben in meiner Hand (The Life in My Hands)
  - Hörspielbearbeitung des ORF Oberösterreich von 1975 – Regie: Ferry Bauer
- 1967: Halb auf dem Baum (Halfway Up the Tree)
- 1967: Der unbekannte Soldat und seine Frau (The Unknown Soldier and His Wife)
- 1974: Who’s who in Hell
- 1981: Abgehört (Overheard)
- 1983: Beethovens Zehnte (Beethoven’s Tenth)
  - Hörspielbearbeitung des ORF Salzburg von 1988 – Bearbeitung und Regie: Christian Lichtenberg

### Drehbücher
- 1943: The New Lot
- 1944: Der Weg nach oben (The Way Ahead)
- 1945: The True Glory (ungenannt)
- 1946: School for Secrets
- 1948: Vice Versa
- 1949: Private Angelo
- 1955: Lola Montès (englisches Dialogdrehbuch zu Lola Montez)
- 1960: Spartacus (ungenannt)
- 1961: Romanoff und Julia (Romanoff and Juliet)
- 1961: Die Verdammten der Meere (Billy Budd)
- 1965: Lady L.
- 1968: Das Millionending (Hot Millions, Originaldrehbuch gemeinsam mit Ira Wallach)
- 1984: Memed, mein Falke (Memed My Hawk)

### Erzählungen und Essays
- 1960: Der Mann, der es leicht nahm (Add a Dash of Pity, dt. 1993)
- 1966: Gott und die staatlichen Eisenbahnen (Frontiers of the Sea, dt. 1969)
  - Hörspielbearbeitung des ORF Wien unter dem Titel Gott und die italienische Eisenbahnen – Regie: Herbert Fuchs
- 1968: Kleiner Führer der modernen Musik (Brief Guide to Modern Music)
- 1972: Ustinovitäten, Einfälle und Ausfälle
- 1991: Über das Leben und andere Kleinigkeiten (Ustinov at Large, dt. 2000)
- 1992: Mit besten Grüßen (Still at Large, dt. 1995)
- 1994: Was ich von der Liebe weiß
- 1995: Peter Ustinovs geflügelte Worte
- 1995: Baumeister des Friedens
- 1998: Die endlose Reise. Geschichten von unterwegs
- 1999: Karneval der Tiere / Des Esels Schatten
- 1999: Ustinovs kleines Welttheater. Staatsmänner, Stars und andere Kollegen
- 2000: Die Heirat und andere Komödien
- 2002: Die Reise geht weiter. Neue Geschichten von unterwegs
- 2003: Die Gabe des Lachens
- 2003: Die Zweifel halten die Menschen zusammen
- 2003: Die Reisen des Sir Peter
- 2003: Achtung! Vorurteile

### Romane
- 1961: Der Verlierer (OT: The Loser; dt. 1998), Kindler Verlag München, ISBN 3-453-01595-9
- 1971: Krumnagel (dt. 1988)
- 1990: Der alte Mann und Mr. Smith (OT: The Old Man and Mr. Smith; dt. 1991), 2001 als List Tb. mit ISBN 978-3-548-60058-1
- 1998: Monsieur René, Kiepenheuer & Witsch, Köln 1998, ISBN 978-3-462-02718-1

### Novellen
- 1989: Der Intrigant (The Disinformer, dt. 1994)
- 1989: Die Nase (The Nose by any Other Name)

### Karikaturbände
- 1960: We were only human
- 1967: Poodlestan Sketches

### Sachbücher
- 1983: Mein Rußland: Eine Geschichte des Landes meiner Väter und Vorväter, wie sie in keinem Geschichtsbuch steht (OT: "My Russia"), ill./geb., aus dem Englischen von Karl Heinz Siber, Scherz Vlg. Bern; 1985 bei Heyne, München, ISBN 3-453-06150-0
- 1983: Ustinov in Russland ("Ustinov in Russia", dt. 1988)
- 1991: Pour Gourmets (gemeinsam mit François Gillet und Jochen Gehler)

### Autobiografien
- 1977: Ach du meine Güte! Unordentliche Memoiren (Dear Me! bei Heinemann, London; 2000 bei Mandarin, ISBN 0-09-942172-0), dt. 1978; neu erschienen 1990 unter dem Titel Ich und Ich – Erinnerungen bei Econ, Düsseldorf; als Tb bei Bastei/Lübbe, Bergisch Gladbach 1993, ISBN 3-404-25223-3
- 2004: Bilder meines Lebens, Hrsg.: Hélène Ustinov, Kiepenheuer & Witsch, Köln, ISBN 3-462-03418-9. (Letztes von Peter Ustinov geplantes Buchprojekt und posthum erschienener Bildband)

## Diskografie
- Mock Mozart
- Der Große Preis von Gibraltar
- Peter und der Wolf
- Die Nussknacker-Suite
- Hárry János Suite
- Der kleine Prinz
- Der alte Mann von Lochnagar
- Grandpa
- Babar and the Father Christmas
- Peter Ustinov reads the Orchestra
- Des Esels Schatten
- Karneval der Tiere
- Der Bürger als Edelmann
- Die Geschöpfe des Prometheus
- Ein Abend mit Peter Ustinov
- An die Musik … Eine Liebeserklärung
- Rilke-Projekt: Überfließende Himmel
- Achtung! Vorurteile
- Sir Peter Ustinov: Meine Welt der Klassik
- Piccolo, Sax & Co (Sprecher, Klassik für Kinder)
- Bilder einer Ausstellung (Random House, 2000)